# Usine de turbines AEG

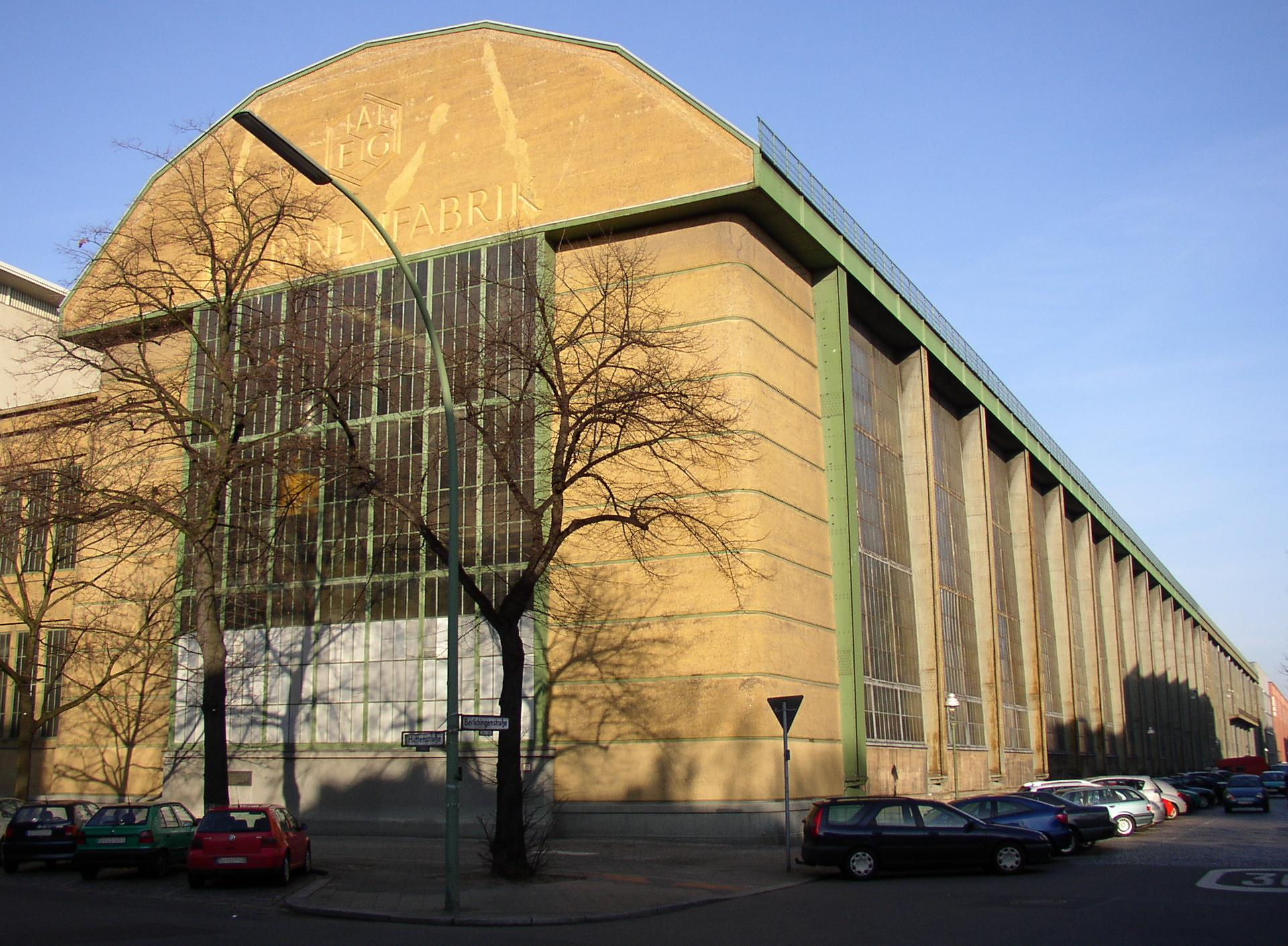
La forme et la hauteur de l’axe du bâtiment sont données par les trois attaches communes.

L'usine de turbines AEG a été construite en 1909, à Huttenstraße 12-16 dans le quartier de Berlin-Moabit. C’est l’œuvre la plus connue de l’architecte Peter Behrens. Le bâtiment à ossature d’acier de 100 m de long, avec des fenêtres en verre de 15 m de haut de chaque côté, est considéré comme la première tentative d’introduire un design moderne sobre dans l’architecture industrielle. C’était une initiative audacieuse qui a eu un impact durable sur l’architecture dans son ensemble.

## Origine
Depuis 1892, le site était occupé par l’Union-Elektricitäts-Gesellschaft (UEG), une entreprise d’électricité fondée par August Thyssen et la Thomson-Houston Electric Company. L’objectif de l’entreprise était d’entrer dans l’industrie électrique en plein essor, et ce site était destiné à la production de tramways électriques. L’UEG rencontra rapidement des difficultés financières et l’Allgemeine Elektricitäts-Gesellschaft (AEG) prit le relais en 1904 et planifia la construction d’une nouvelle usine de turbines, l’usine existante étant devenue trop petite.
L’architecte Peter Behrens a été chargé de la conception du nouveau bâtiment. Plus qu’un architecte, Behrens a été employé par AEG depuis 1907 en tant que consultant artistique et a conçu les produits électriques de l’entreprise, ainsi que son logo et d’autres graphiques de l’entreprise. Il était également en charge de l’image globale de l’entreprise. D’abord influencé par l’Art nouveau en 1901-1903, Behrens devint rapidement un membre fondateur du Deutscher Werkbund. Influencés par le Arts and Crafts Movement britannique, ses membres se sont consacrés à améliorer la qualité du design allemand, en développant une architecture rationnelle pour l’ère moderne, tout en embrassant les traditions classiques.

## Construction

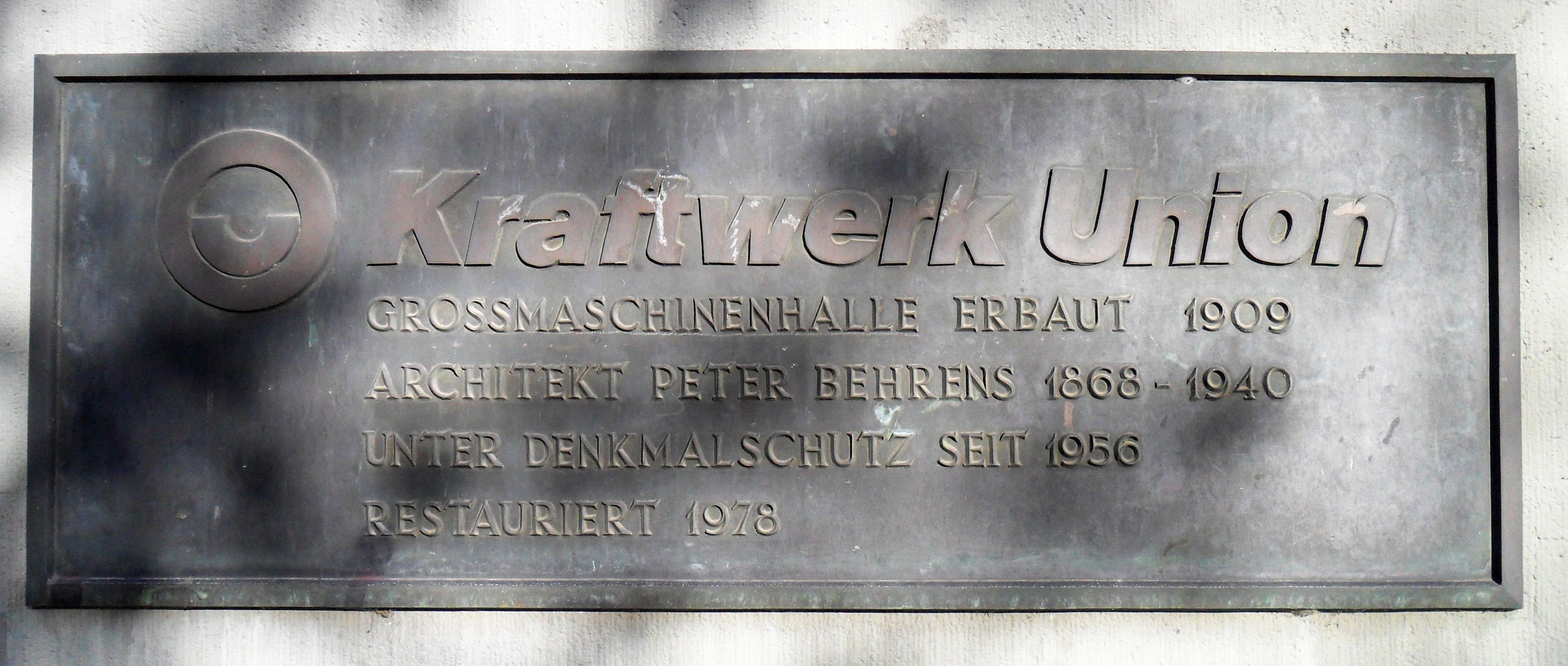
Plaque sur l’AEG-Turbinenfabrik

Le hall des turbines a été construit en 1909, sous la direction de Peter Behrens en tant qu’architecte et de l’ingénieur en chef Karl Bernhard, à l’angle des rues Huttenstraße et Berlichingenstraße à Berlin-Moabit. Il se compose de deux espaces parallèles, un espace inférieur attaché à l’ouest du principal. L’espace principal est large de 25,6 m de (le plus bas 12,5 m), avec une hauteur de 25 m et une longueur de 123 m, avec un corps formé de 22 cadres en acier, placés tous les 9 mètres. Les colonnes d’acier apparaissent à l’extérieur sans fioritures, avec des boulons et des joints visibles, avec d’énormes fenêtres en verre entre les deux, légèrement inclinées vers l’intérieur vers le haut. Les extrémités du pignon sont construites en béton armé, avec des cerclages métalliques sur les piliers de chaque côté créant un aspect rustique, et le logo de l’entreprise est coulé dans le béton du pignon.
En 1939, Jacob Schallberger et Paul Schmidt ont conçu une extension de la salle vers le nord en l’étendant à 207 m. L’ensemble du bâtiment a été développé pour fonctionner comme un site de production de turbines. Elle fait maintenant partie de Siemens, qui y exploite toujours une usine de turbines à gaz. Cette usine a en fait été conçue avec une telle prévoyance qu’elle sert toujours le même but de produire des turbines, cent ans plus tard.

## Signification
Le design de Behrens faisait référence au néo-classique, avec un cerclage métallique sur les piliers de l’extrémité du pignon de chaque côté créant un aspect rustique. David Watkin le décrit comme un « temple du pouvoir ». De même, Tom Wilkinson le compare à une « édition actualisée du Parthénon ».
La conception des usines à cette époque était soit de l’acier et du verre sans prétention, soit une « ville-château crénelée » avec un vernis de design historique, cachant la technologie à l’intérieur. Peter Behrens a créé une architecture pour l’industrie qui est sortie de la clandestinité derrière des façades historiques pour la première fois, transformée par une nouvelle confiance en soi, créant une image suffisamment impressionnante et sophistiquée pour le visage public du site industriel de Moabit.
Depuis 1956, le bâtiment est classé monument historique protégé et a fait l’objet d’une restauration en 1978. Sur le côté sud, il y a une plaque avec des informations sur la construction, les architectes et l’état du patrimoine.